# Lindwurmteich
Der Lindwurmteich ist ein kleines Stillgewässer in Nieder-Beerbach, Ortsteil der Gemeinde Mühltal im Landkreis Darmstadt-Dieburg in Hessen.

## Geographie
Der Lindwurmteich befindet sich im Osthang des Frankensteinmassivs bzw. am Westrand von Nieder-Beerbach.
Der Teich liegt geologisch im nördlichen Odenwald im Granitgebiet des Geo-Naturpark Bergstraße-Odenwald.
Die Landschaft entspricht der typischen Hügellandschaft des Vorderen Odenwalds.
Der Teich ist annähernd oval und hat eine Länge von ca. 20 m und eine Breite von ca. 10 m.
Der Umfang beträgt ca. 60 m.
Der Lindwurmteich befindet sich in einem ehemaligen Steinbruch.
Gespeist wird der Teich durch einen kleinen Wasserfall.
Entwässert wird der Teich  über den Beerbach.

## Varia
In der Mitte des Teiches steht eine hölzerne Skulptur der Bildhauerin Heidi Franz.
Die Skulptur wird „Odysseus“ genannt.
Sie erinnert an die Seefahrt des Odysseus.
Auf einer Informationstafel am Ostufer des Teichs steht ein Gedicht von Johann Wolfgang von Goethe.
Wohl ist alles in der Natur Wechsel,

aber hinter dem Wechsel

ruht ein Ewiges.
Zwischen dem Lindwurmteich und dem Ortsrand von Nieder-Beerbach befindet sich ein Spielplatz mit einer Lindwurmskulptur und einer Grillhütte.